# Роксана (співачка)
Антоанетта Анатоліева Лінкова (болг. Антоанета Анатолиева Линкова; більш відома як Роксана (болг. Роксана); нар. 4 жовтня 1985, Кнежа, Плевенська область, Болгарія) — болгарська попфолк і синті-поп співачка циганського походження і фіналістка першого сезону проєкту" Голос Болгарії.

## Життєпис
Антоанетта народилася 4 жовтня 1985 року в місті Кнежа. Антоанетта була солісткою декількох циганських ансамблів. Вона почала сольну кар'єру співачки після участі в реаліті-шоу «Кто хочет стать поп-фолк звездой» (укр. «Хто хоче стати поп-фолк зіркою»). Її хрещений батько Слави Трифонов, який дав їй псевдонім. Потім вона брала участь у програмі Голос Болгарії (болгарська аналог українського телевізійного шоу Голос країни), де вона дійшла до фіналу і посіла третє місце. Її наставницею була співачка Івана.
Дебютувала в 2011 році з піснею Дві сълзи (укр. Дві сльози), разом з відеокліпом. Наприкінці того ж року вона підписала контракт із звукозаписуючою компанією Пайнер вже після участі в «Голосі Болгарії».
Роксана входила в число номінантів у номінації як Дебют року у щорічній премії телеканалу Планета, яка проходила 6 березня 2012 року.
У 2012 році були випущені п'ять відеокліпів на пісні як: Мъж за милиони (укр. Людина на мільйон), Ще ти бачачи сметката (укр. — Я буду бачити рахунок), Так ти помогна (укр. — Дозволь, я допоможу тобі), Чисто нова (укр. — Абсолютно новий) і баладу За всеки іма ангел (укр. — У кожного є свій ангел).
Її однойменний дебютний альбом був випущений в 2014 році. Цей дебютний альбом співачка присвятила своїй матері
У 2015 році Роксана випустила пісню Селфи і відеокліп, яка стала першою піснею у співпраці з композитором Йорданчо Василовським, під псевдонімом Оцко і за короткий час вона стала хітом.
Зараз Роксана записує другий студійний альбом, який вийде в 2018 році.

## Особисте життя
Наприкінці липня 2017 року Роксана вийшла заміж за бойфренда Олександра, з яким зустрічалася кілька років. На момент весілля Роксана була на дев'ятому місяці вагітності, через кілька днів після весілля народила другого сина Олександра-молодшого. Крім другого сина, вона також має сина Даніеля від першого шлюбу

## Дискографія

### Студійні альбоми
1. 2014 — За всеки има ангел / У кожного є свій ангел

## Відеографія
| Рік  | Кліп                                | Режисер             | Примітка                                        |
| ---- | ----------------------------------- | ------------------- | ----------------------------------------------- |
| 2011 | Дві сълзи                           | Теодора Стамболиева | Дебютний відеокліп.                             |
| 2011 | Давай                               | Йордан Петков       |                                                 |
| 2012 | Мъж за милиони                      | Йордан Петков       |                                                 |
| 2012 | Чисто нова                          | Йордан Петков       |                                                 |
| 2012 | Ще ти бачачи сметката               | Йордан Петков       |                                                 |
| 2012 | Так ти помогна                      | Йордан Петков       |                                                 |
| 2012 | За всеки іма ангел                  | Йордан Петков       |                                                 |
| 2013 | Саме тазі нощ                       | Йордан Петков       |                                                 |
| 2013 | Няма слабо                          | Микола Скерлев      |                                                 |
| 2013 | До последен дъх                     | Микола Скерлев      |                                                 |
| 2013 | З «О» започваш                      | Микола Скерлев      |                                                 |
| 2014 | А така, така (з репером Джамайката) | Йордан Петков       |                                                 |
| 2014 | Страхливец                          | Йордан Петков       |                                                 |
| 2014 | Лялька style                        | Йордан Петков       |                                                 |
| 2014 | Ще го понеса                        | Йордан Петков       |                                                 |
| 2015 | Селфи                               | Йордан Петков       | Відеокліп набрав більше 5 мільйонів переглядів. |
| 2015 | Від гордост та болю                 | Микола Скерлев      |                                                 |
| 2015 | Петък, събота, тиждень              | Микола Скерлев      |                                                 |
| 2016 | За тебе, бебе                       | Христо Порязов      |                                                 |
| 2016 | За теб живях (з Софі Мариновой)     | Христо Порязов      | Дуетне відео                                    |